# Приведённый многочлен
В алгебре комплексных чисел приведённый многочлен — это многочлен одной переменной с единичным старшим коэффициентом. Старшим коэффициентом многочлена называется множитель при одночлене высшей степени. Соответственно, приведённый многочлен относительно одной переменной x имеет вид
{\displaystyle x^{n}+a_{n-1}x^{n-1}+\dots +a_{0}x^{0},} где an−1, …, a0 — коэффициенты.

## Приведение многочлена
В множестве комплексных чисел существует элемент 1 (единица), нейтральный относительно умножения, и при их сложении, вычитании, умножении и делении на ненулевое число получается всегда комплексное число, то есть это множество является полем, а значит, на этом поле любой многочлен можно свести к приведённому многочлену, корни которого остались бы те же, делением на старший коэффициент.
По основной теореме алгебры и теореме Безу любой комплексный многочлен можно разложить в виде an(x − x1)…(x − xn), где x1, …, xn — все корни многочлена с учётом их кратности, а an оказывается старшим коэффициентом. Следовательно, превращая любой многочлен одной переменной в приведённый многочлен, его можно представить в виде (x − x1)…(x − xn). Таким образом получается, что в поле комплексных чисел приведённый многочлен, с учётом кратности имеющий те же корни, что и исходный, определён единственным образом.

## Свойство

### Замкнутость относительно умножения
Множество всех приведённых многочленов (с коэффициентами над каким-либо кольцом и с переменной x) замкнуто относительно умножения, то есть произведение приведённых многочленов всегда является приведённым многочленом.

### Целые алгебраические числа
Целое алгебраическое число — это число, которое может быть корнем какого-то приведённого многочлена с целыми коэффициентами. Целые алгебраические числа, грубо говоря, обобщают целые числа по тому же принципу, по какому рациональные числа обобщаются до алгебраических: если алгебраическое число имеет первую степень, то оно является рациональным, а если целое алгебраическое — то вообще целым.

### Минимальный многочлен
Алгебраические числа, являющиеся «рациональным» обобщением целых алгебраических чисел, — это числа, которые могут быть представлены как корни какого-то многочлена с рациональными коэффициентами, не тождественно равного нулю. Таких многочленов оказывается бесконечно много: они могут образовываться умножением изначального многочлена на ненулевой коэффициент, а также на линейный множитель.
Среди всех этих многочленов «самым оптимальным» является минимальный многочлен. Минимальным многочленом (с коэффициентами из какого-то поля, содержащего единицу) алгебраического числа называется приведённый многочлен наименьшей степени.